# سمسار الأوراق المالية
سمسار الأوراق المالية هو فرد أو شركة تشتري وتبيع حق المساهم واستثمارات أخرى لمشاركين في السوق المالية مقابل عمولة أو هامش ربح أو رسم. في معظم البلدان توصف حالتهم التشريعية كوسيط أو تاجر وسيط وقد يحتاجون لأن يحوزوا رخصة وقد يكونوا أعضاء في سوق الأوراق المالية. وهم يتصرفون عمومًا كمستشارين ماليين ومديري استثمار. في هذه الحالة قد يمنحون أيضًا رخصة مستشار مالي، مثل مستشار استثمار معتمد (في الولايات المتحدة الأمريكية).
من بين الأمثلة عن التسميات المهنية التي يحملها الأفراد في هذا الميدان، التي تؤثر على أنواع الاستثمار التي يسمح لهم ببيعها والخدمات التي يقدمونها، مستشار مالي معتمد ومخطط مالي معتمد ومحلل مالي معتمد (في الولايات المتحدة والمملكة المتحدة) ومخطط مالي معتمد (في المملكة المتحدة).
في الولايات المتحدة الأمريكية، توفر هيئة تنظيم الصناعة المالية الأمريكية أداة على الإنترنت للمساعدة في فهم التسميات المهنية.

## تاريخ سمسرة الأوراق المالية
(...) هذه التجارة الغامضة [أي الأعمال الداخلية لسوق الأوراق المالية في أمستردام، بصورة رئيسية ممارسات التجارة المالية لشركة الهند الشرقية الهولندية وشركة الهند الغربية الهولندية] التي هي في الآن نفسه الممارسات الأكثر عدلًا وخداعًا في أوروبا، الأكثر نبلًا والأسوأ سمعة في العالم، الأرقى والأكثر سوقية على الأرض. هي جوهر تعليم أكاديمي ونموذج للتدجيل، معيار للذكي وشاهدة قبر للجريء، خزينة للفائدة ومصدر للكارثة، (...) الجانب الأفضل والألطف للأعمال التجارية الجديدة هو أنه بإمكان المرء أن يصبح ثريًا دون مخاطرة. في الحقيقة، ودون تعريض رأسمالك لمخاطر، ودون أي صلة مع التطابق أو سلف مالية أو مستودعات أو رسوم بريد أو محاسبين أو تعليق للدفعات وحوادث أخرى غير متوقعة، سيكون لديك فرصة لمراكمة ثروة في حال، إن كان حظك سيئًا في تعاقداتك، غيرت اسمك فقط. وتمامًا كما يغير اليهود، حيث يكونون مرضى بشدة، اسمهم لكي ينالوا شفاء، فإن تغييرًا في اسم المضارب الذي يجد نفسه في مصاعب يكفيه ليحرر نفسه من كافة المخاطر الوشيكة وعذابات القلق.

- جوزيف دي لا فيغا، في كتابه ارتباك الارتباكات (1688)، أقدم كتاب عن التجارة.
كان أول بيع وشراء مسجل للأسهم قد وقع في روما في القرن الثاني قبل الميلاد. بعد سقوط الإمبراطورية الرومانية الغربية، لم تصبح سمسرة الأوراق المالية مهنة إلا بعد عصر النهضة، حين كانت المتاجرة بالسندات الحكومية في الدول المدن الإيطالية كجنوا والبندقية. في عام 1602، أصبحت سوق أمستردام للأوراق المالية (بورصة أمستردام اليوم) السوق المالية الرسمية الأولى دون تجارة في أسهم شركة الهند الشرقية الهولندية، الشركة الأولى التي كانت تصدر الأسهم. في عام 1698، افتتحت سوق لندن للأوراق المالية في مقهى جوناثان. وفي 17 من شهر مايو من عام 1792، افتتحت سوق نيويورك للأوراق المالية في ظل دلب غربي (شجرة جميز) في نيويورك سيتي، إذ وقع 24 سمسارًا اتفاقية الجميز بعد أن اتفقوا على بيع 5 أوراق مالية تحت شجرة الجميز.

## متطلبات الترخيص والتعليم

### أستراليا
حتى 1 من شهر يناير من عام 2019، كان يتوجب على اختصاصيي الاستثمار الذين يقدمون نصيحة مالية في أستراليا النجاح في تدريب مهني مكمل ل آر جي 146. ويجب أن يحملوا رخصة خدمات مالية أسترالية تشرف عليها لجنة الاستثمار والأوراق المالية الأسترالية. وهم يخضعون لالتزامات مؤتمنة.
حتى عام 2019، كانت شركة كومنولث سيكيوريتيز أكبر سمسار أوراق مالية في أستراليا، وكان من بين السماسرة الكبار الآخرين إيه إن زد شير إنفستينغ ونابتريد وويستباك أونلاين إنفستينغ.

### كندا
للحصول في كندا على رخصة «ممثل معتمد» أو «مستشار استثمار»، من أجل نيل تأهيل لتقديم نصيحة استثمارية وبيع جميع الأدوات باستثناء المشتقات، يجب على الفرد الذي يوظف من قبل شركة استثمار أن يكون قد أتم دورة في الأوراق المالية الكندية ومنهاج السلوك والممارسة وبرنامج تدريب استشاري استثماري لمدة 90 يومًا. وضمن 30 شهرًا بعد الحصول على تسمية «ممثل معتمد»، يكون مطلوبًا أيضًا من الشخص المعتمد أن يلبي مطلب أهلية ما بعد الرخصة لإتمام دورة أساسيات إدارة الثروة. ويكون مطلوبًا أيضًا من الممثل المعتمد أن يتم 30 ساعة تطوير مهني (معرفة المنتج) و12 ساعة من تدريب امتثال كل 3 أعوام ليكمل دورة تعليم حسبما حددت منظمة تشريع صناعة الاستثمار في كندا. لبيع الخيارات و\أو المستقبل، الممثل المعتمد يجب أن يجتاز دورة أساسيات المشتقات إضافة إلى دورة رخصة الخيارات و\أو دورة رخصة المستقبل، أو عوضًا عن ذلك، دورة رخصة خيارات أساسيات المشتقات للخيارات.

### هونغ كونغ
في هونغ كونغ، لكي يصبح المرء ممثلًا يتوجب عليه أن يعمل لدى شركة مرخصة واجتياز 3 اختبارات لإثبات أهليته. ويفضي اجتياز اختبار رابع إلى الحصول على رخصة «مختص». يمكن التقدم إلى جميع الاختبارات عبر معهد الأوراق المالية في هونغ كونغ. بعد اجتياز جميع الاختبارات، يجب نيل الموافقة من قبل لجنة المستقبل والأوراق المالية.

### الهند
سماسرة الأسهم في الهند محكومون بقانون مجلس الأوراق والسوق المالية في الهند لعام 1992، ويجب أن يُعتمد السماسرة لدى مجلس الأوراق والسوق المالية في الهند (إس إي بي آي). يوفر سوق الأوراق المالية الوطنية الهندية وبورصة بومباي عبر السماسرة نظامًا بيئيًا للمستثمرين للتجارة في الأسواق الرأسمالية عبر قنوات عديدة أو مكاتب سماسرة أو مستشار استثماري أو نظام تجارة إلكتروني. والفرد الذي يعين من قبل شركة استثمار يجب أن يجتاز اختبار أسواق الأوراق المالية وأن يتقدم للتسجيل في مجلس الأوراق والسوق المالية في الهند كمستشار استثماري.
ثمة تشريعات عديدة في الهند لخدمات الأبحاث والخدمات الاستشارية لسوق الأوراق المالية. ويسمح فقط لمحللي أبحاث الاستثمار ومستشاري الأوراق المالية المعتمدين بالقيام بذلك. والتفاصيل الكاملة لهؤلاء الأشخاص المعتمدين متاحة على موقع مجلس الأوراق والسوق المالية في الهند لحماية المستثمرين.

### نيوزيلندا
في نيوزيلندا، تشرف سلطة المؤهلات في نيوزيلندا على التأهيل. شهادة نيوزيلندا في الخدمات المالية (المستوى الخامس) هي أدنى مستوى مطلوب من التأهيل لتقديم المشورة الاستثمارية. 
في سنغافورة، يتطلب أن يصبح المرء ممثلًا تجاريًا اجتياز 4 اختبارات، بمقياس أ 1 و5 و6 و6 أ، لدى معهد المصرف والمالية والتقديم على الرخصة عبر إم إيه إس وإس جي إكس.

### جنوب أفريقيا
تتطلب قوانين بورصة جوهانسبورغ أن تكون الشركات العضو تحت سيطرة «سمسار أوراق مالية مؤهل»، يكون أيضًا مديرًا تنفيذيًا للشركة والأفرع التي تدار بطريقة مشابهة. يوفر معهد جنوب أفريقيا للسماسرة 6 امتحانات مطلوبة لنيل درجة سمسار معتمد أو سمسار معتمد بي (إس إيه)، بعد 3 أعوام خبرة عمل ومع تلبية متطلبات تعليمية أخرى.

### كوريا الجنوبية
في كوريا الجنوبية، تشرف الجمعية الاستثمارية المالية الكورية على منح رخصة اختصاصيي استثمار.